# Blaupunkt

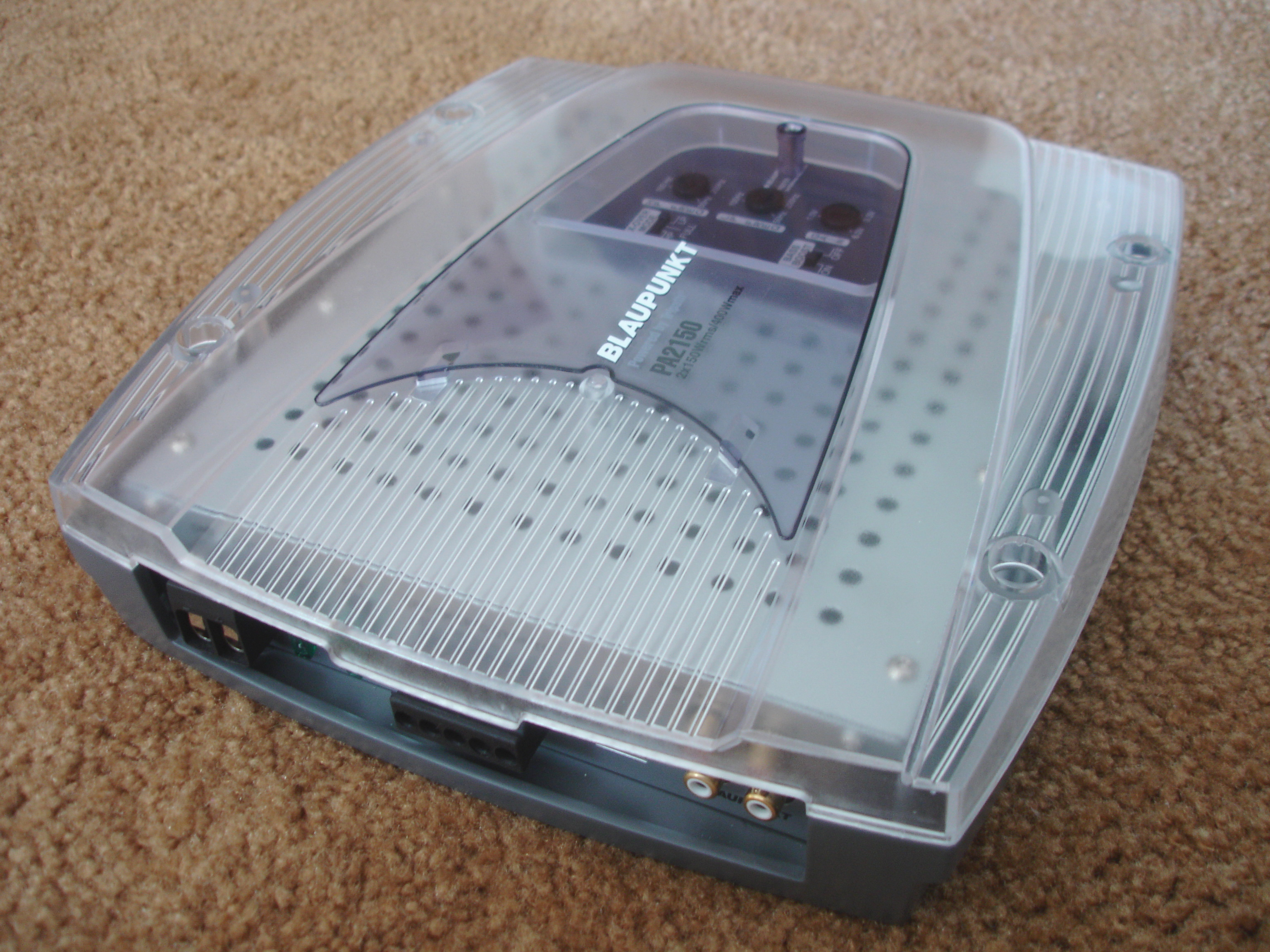
Förstärkare av märket Blaupunkt PA2150.

Blaupunkt var en tysk tillverkare av främst audioprodukter för bilar. Blaupunkt ägdes tidigare av Robert Bosch GmbH som 2009 sålde det till det tyska investeringsföretaget Aurelius.
Namnet Blaupunkt kommer av att företaget under 1920-talet använde blå, runda klistermärken vid kvalitetskontroll av företagets radioapparater. Kvalitetsmärkningen blev till ett varumärke och företaget antog namnet Blaupunkt. Företaget gick i konkurs 2015 med likvidation 2016. Märket handhas därefter av GIP Development SARL of Luxembourg.